# Drei Wege in den Tod
Drei Wege in den Tod (Originaltitel: Two-Fisted Tales) ist ein US-amerikanischer Episodenfilm aus dem Jahr 1991. Er besteht aus drei Kurzfilmen, die den Tod zum Thema haben, mit dazwischenliegender Moderation durch William Sadler. Der Film sollte ursprünglich als ein Pilotfilm für eine neue Antalogieserie dienen. Nachdem die Serie nie produziert wurde, wurden die Episoden als Episoden der Serie Geschichten aus der Gruft verwendet.

## Handlung

### Teil 1. „Der Revolverheld“
Der Ranger Tom kommt in eine Kleinstadt im Wilden Westen, um den Revolverhelden Billy festzunehmen. Im Duell wird er von Billy erschossen. In einer Bar stellt Billy später fest, dass er selbst nicht mehr am Leben ist. Es wird die moderne Welt mit den Autos gezeigt, ein Fremdenführer erzählt den Touristen, dass in der Bar der Geist von Billy anzutreffen ist.
Weiter wird gezeigt, dass nach dem Duell Toms Helfer Billy erschossen haben. Der Geist Billys ruft nach dem Geist von Tom und sagt, er sei einsam. Am Ende schauen sich Tom und Billy ihre Gräber an und reiten gemeinsam davon.

### Teil 2. „König der Straße“
Billy nimmt häufig an den illegalen Straßenrennen teil. Er spricht einen Mann, Garrett, an und bittet ihn um Hilfe, einen alten Freund zu finden. Erst beim Weggehen verrät er den Namen der gesuchten Person: Iceman, ein Veteran der Straßenrennen, der nie verloren haben sollte. Als der Mann, der sich als ein Polizist erweist, den Namen Iceman hört, ist er sichtlich aufgeregt.
Billy fordert Garrett immer wieder heraus. Erst als er Garretts Tochter entführt, willigt Garrett die Teilnahme an einem Rennen ein, das auf einem stillgelegten Flugfeld stattfinden soll. Garrett führt zuerst, dann bremst er plötzlich. Billy fährt in vollem Tempo auf geparkte Baumaschinen und stirbt.

### Teil 3. „Der Feigling“
Ein Trupp unter der Leitung des US-Amerikaners Lt. Calthrop soll während des Ersten Weltkriegs eine unterbrochene Telefonleitung reparieren. Lt. Calthrop bleibt hinter seinen Soldaten zurück; er soll pfeifen sobald er deutsche Soldaten sieht. Lt. Calthrop fürchtet, dies könnte seine Position verraten. Er warnt seine Leute nicht, als die Deutschen auftauchen.
Der Kommandant der Division General Calthrop ist der Vater von Lt. Calthrop. Als die Feigheit seines Sohnes bewiesen wird, stellt er Lt. Calthrop vor das Kriegsgericht und verurteilt ihn zum Tod.
In der Nacht vor der Exekution besucht General Calthrop seinen Sohn. Er sagt, er würde die Gewehre des Exekutionskommandos mit Platzpatronen laden. Lt. Calthrop soll vor der Exekution würdige Haltung bewahren und sich dann tot stellen.
Am Morgen entschuldigt sich Lt. Calthrop vor den Soldaten für sein Verhalten. Erst im letzten Augenblick erkennt er, dass die Gewehre doch scharf geladen sind. Nach seinem Tod gratuliert der Befehlshaber der Kompanie Hauptmann Milligan dem General zu der würdigen Haltung seines Sohnes.

## Kritiken
Die Zeitschrift TV direkt 14/2006 schrieb: Bitterböse Geschichten mit einfacher Moral.